# Flow la Movie
José Ángel Hernández (San Juan, Puerto Rico; 1 de agosto de 1985-Santo Domingo, República Dominicana; 15 de diciembre de 2021), conocido artísticamente como Flow la Movie,  fue un productor discográfico y compositor puertorriqueño.

## Biografía
Inició su carrera en la industria de la música como productor en 2011 hasta su fallecimiento en 2021. Lanzó su propio sello discográfico independiente que produjo temas como «Te boté», que encabezó los Hot Latin Songs. También fue productor de Ozuna y Nio García, de este último de temas como «La jeepeta».
Tuvo éxitos certificados en la Recording Industry Association of America de Estados Unidos, entre ellas la canción más certificada de la historia de la música latina con 80 multiplatino, 4.8 millones de ventas certificadas.

## Fallecimiento
Falleció el 15 de diciembre de 2021, a la edad de 36 años, cuando un avión chárter que lo transportaba a él y a otros ocho pasajeros estalló en llamas mientras intentaba un aterrizaje de emergencia cerca del Aeropuerto Internacional Las Américas en Santo Domingo, República Dominicana. Todas las demás personas a bordo murieron durante el accidente, incluidos su cónyuge y 2 de sus 3 hijos.